# آی‌ان‌اس دوناجیری (اف۳۶)
آی‌ان‌اس دوناجیری (اف۳۶) (به انگلیسی: INS Dunagiri (F36)) یک کشتی بود که طول آن ۱۱۳ متر (۳۷۱ فوت) بود.